# Открытый чемпионат США по теннису 2011
Открытый чемпионат США по теннису 2011 года — 131-й розыгрыш ежегодного профессионального теннисного турнира серии Большого шлема, проводящегося в американском городе Нью-Йорк на кортах местного Национального теннисного центра. Традиционно выявляются победители соревнования в девяти разрядах: в пяти — у взрослых и четырёх — у старших юниоров.
В 2011 году матчи основных сеток прошли с 29 августа по 11 сентября. Соревнование традиционно завершало сезонов турниров серии в рамках календарного года. В 8-й раз подряд турниру предшествовала бонусная US Open Series для одиночных соревнований среди взрослых, шестёрка сильнейших по итогам которой, исходя из своих результатов на Открытом чемпионате США, дополнительно увеличивала свои призовые доходы.
Прошлогодние победители среди взрослых:
- в мужском одиночном разряде —  Рафаэль Надаль
- в женском одиночном разряде —  Ким Клейстерс
- в мужском парном разряде —  Боб Брайан и  Майк Брайан
- в женском парном разряде —  Ваня Кинг и  Ярослава Шведова
- в смешанном парном разряде —  Лизель Хубер и  Боб Брайан

## US Open Series
| Поз. | Теннисист      | Очков | US Open 2011 | Бонусные призовые |
| ---- | -------------- | ----- | ------------ | ----------------- |
| 1    | Марди Фиш      | 230   | 4-й раунд    | $ 70 000          |
| 2    | Новак Джокович | 170   | Титул        | $ 500 000         |
| 3    | Джон Изнер     | 140   | 1/4 финала   | $ 31 250          |

| Поз. | Теннисистка         | Очков | US Open 2011 | Бонусные призовые |
| ---- | ------------------- | ----- | ------------ | ----------------- |
| 1    | Серена Уильямс      | 170   | Финал        | $ 500 000         |
| 2    | Агнешка Радваньская | 140   | 2-й раунд    | $ 12 500          |
| 3    | Мария Шарапова      | 130   | 3-й раунд    | $ 10 000          |

## Соревнования

### Взрослые

#### Мужчины. Одиночный турнир
Новак Джокович обыграл  Рафаэля Надаля со счётом 6-2, 6-4, 6-7(3), 6-1.
- Джокович выигрывает 3-й турнир Большого шлема в сезоне и 4-й за карьеру.
- Впервые в истории бонусной серии её второй призёр выигрывает первенство США (ранее титул по разу покорялся чемпиону и бронзовому призёру серии).

#### Женщины. Одиночный турнир
Саманта Стосур обыграла  Серену Уильямс со счётом 6-2, 6-3.
- Стосур впервые побеждает на турнире Большого шлема.
- 3 из 4 победительниц турниров Большого шлема в сезоне-2011 были дебютантами в этой роли.
- Австралийки прервали серию из 124 турниров без побед на соревнованиях этой серии.

#### Мужчины. Парный турнир
Юрген Мельцер /  Филипп Пецшнер обыграли  Марцина Матковского /  Мариуша Фирстенберга со счётом 6-2, 6-2.
- Мельцер в 1-й раз в сезоне и во 2-й раз в карьере побеждает на турнирах Большого шлема.
- Пецшнер в 1-й раз в сезоне и во 2-й раз в карьере побеждает на турнирах Большого шлема.

#### Женщины. Парный турнир
Лиза Реймонд /  Лизель Хубер обыграли  Ваню Кинг /  Ярославу Шведову со счётом 4-6, 7-6(5), 7-6(3).
- Американка выигрывает четвёртый подряд американский турнир Большого шлема.

#### Микст
Мелани Уден /  Джек Сок обыграли  Хиселу Дулко /  Эдуардо Шванка со счётом 7-6(4), 4-6, [10-8].
- В 12-й раз в истории этого турнира его выиграла несеянная пара.
- В 3-й раз подряд на этом турнире первенствует мононациональная американская пара.

### Юниоры

#### Юноши. Одиночный турнир
Оливер Голдинг обыграл  Иржи Веселого со счётом 5-7, 6-3, 6-4.
- Представитель Великобритании побеждает на турнире впервые с 2004 года.
- Третий сезон ни один юниор не может выиграть более 1 турнира Большого шлема за сезон.

#### Девушки. Одиночный турнир
Грейс Мин обыграла  Каролин Гарсию со счётом 7-5, 7-6(3).
- Американка побеждает на турнире впервые с 2008 года.
- Пятый сезон подряд ни одна юниорка не может выиграть более одного турнира Большого шлема за сезон.

#### Юноши. Парный турнир
Робин Керн /  Юлиан Ленц обыграли  Максима Дубаренко /  Владислава Манафова со счётом 7-5, 6-4.
- Немец не побеждал на турнире с 2008 года, а мононациональный дуэт — с 2007.
- Половина турниров Большого шлема сезона-2011 заканчивается победами мононациональных дуэтов.

#### Девушки. Парный турнир
Деми Схюрс /  Ирина Хромачёва обыграли  Тейлор Таунсенд /  Габриэллу Эндрюс со счётом 6-4, 5-7, [10-5].
- Хромачёва выигрывает свой 2-й турнир Большого шлема в сезоне.
- Схюрс выигрывает свой 2-й турнир Большого шлема в сезоне. На двух оставшихся соревнованиях этой серии нидерландка уступала в финале.